# Romanización del ruso

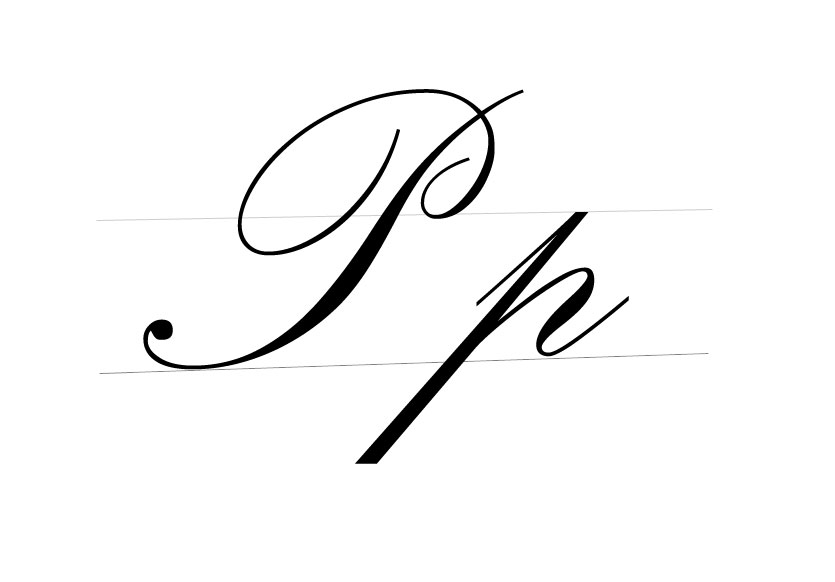
La letra cirílica mayúscula «Р» o la minúscula «р», habitualmente se romaniza en otros idiomas como la letra mayúscula R o la minúscula r

La romanización del ruso es una conversión consensuada del idioma ruso a una escritura latina, es decir, para transcribir y transliterar el idioma ruso a otro idioma con la escritura latina. El ruso tiene una gran cantidad de sistemas de romanización estandarizados, aunque en general no varían mucho de unos a otros. Fundamentalmente las más frecuentes son una norma ISO y una norma ONU basada en la normativa rusa GOST. 
El ruso se escribe generalmente con el alfabeto cirílico, emparentado con el alfabeto latino y el griego, pero se puede escribir también con el alfabeto latino. La transcripción fonética más habitual, común por ejemplo en diccionarios de ruso a español, utiliza el Alfabeto Fonético Internacional (AFI). En informática, la romanización es importante para poder introducir o respetar el ruso escrito cuando no se dispone de un teclado adaptado. La distribución de teclas más habitual es un derivado del estándar QWERTY. 

## La romanización del ruso al inglés para otros idiomas
Uno de los principales problemas de una buena romanización se debe a la posición hegemónica o de lengua franca del idioma inglés y su influencia en los medios de comunicación de masas, en el sector comercial o científico. Es frecuente ver una transliteración del ruso con palabras dirigidas a los hablantes de inglés pero en un medio de comunicación en español; es lo que sucede, por ejemplo, con la letra rusa «х», que al inglés se translitera habitualmente como «kh», en alemán como «ch» y al español —en su forma más fiel a la fonética original— como «j».
Muchos sistemas de transcripción fonética están pensados para lectores de una lengua en particular, ya que aunque comparten numerosas letras del alfabeto latino, la fonética es distinta y distorsionan completamente la naturaleza de la palabra. Por ejemplo, el apellido ruso «Воронин» se puede transcribir como «Voronin» en español o inglés, «Voronine» en francés y «Woronin» en alemán, para intentar imitar en lo posible la fonética rusa. El apellido ruso «Хрущёв» se puede transcribir como «Jruschov» en español, «Khrushchev» en inglés, «Khrouchtchev» en francés y «Chruschtschow» en alemán.
En las conversiones del ruso al español, se suele atender el valor fonológico básico más que a respetar estrictamente la pronunciación en ruso; así, el apellido «Горбачёв» se transcribe habitualmente al español como «Gorbachov», a pesar de que la forma más cercana a la fonética original sería «Guerbachof».

## Transliteraciones sistemáticas de cirílico a latino
Hay un número de estándares que no son totalmente compatibles para la transliteración del cirílico ruso a otro idioma objetivo, ningunos de los cuales han recibido mucha popularidad y en realidad la transliteración se realiza a menudo sin ningún estándar uniforme.

### Transliteración científica
La transliteración científica, también conocida como «Sistema Internacional Académico», es un convenio de normas que ha sido empleado en lingüística desde el siglo XIX. Está basado en el alfabeto checo y el croata. Sirvió como base para la norma de origen soviético GOST y el estándar de la Organización Internacional de Normalización (ISO).

#### GOST

##### GOST 16876-71 (1971)
Desarrollado por la «Administración Nacional para la Geodesia y Cartografía» del Consejo de Ministros de la Unión Soviética, la norma GOST 16876-71 ha estado en servicio durante más de tres décadas y es el único sistema de romanización que no emplea diacríticos. Fue reemplazado por la norma GOST 7.79-2000.

##### GOST ST SEV 1362 (1978)
Este estándar es el equivalente al GOST 16876-71. Fue adaptado como estándar oficial de la alianza de países aliados soviéticos conocida como COMECON.

##### GOST 7.79-2000 (2002)
GOST 7.79-2000 «Sistemas de Estándares en la información, biblioteconomía y publicación - reglas para la transliteración de caracteres cirílicos usando el alfabeto latino» es el documento más reciente sobre transliteración del estándar GOST. Este es la adopción de la norma ISO 9 de 1995 y es ahora el estándar oficial tanto de Rusia como la Comunidad de Estados Independientes (CEI). GOST 7.79-2000 tiene un sistema a y un sistema b, el primero es con signos diacríticos y el segundo sin signos diacríticos.

#### ISO

##### ISO/R 9
ISO/R 9, establecido en 1954 y actualizado en 1968, fue la adopción de la transliteración científica por la organización ISO. Cubre el ruso y otras siete lenguas eslavas.

##### ISO 9
ISO 9:1995 es el estándar de transliteración que está en vigor. Es una versión basada en la anterior ISO/R 9:1968, a la cual sustituye. En cuanto al ruso, sólo difieren en el tratamiento de tres letras. Es el primer sistema independiente del lenguaje, unívoco con un carácter para cada letra (ayudándose del empleo de diacríticos), el cual representa fielmente el original y permite la transliteración inversa para textos cirílicos en cualquier lengua contemporánea

#### Sistema de romanización de las Naciones Unidas
En 1987 el Grupo de Expertos de las Naciones Unidas en Nombres Geográficos recomendó un sistema de romanización para nombres geográficos, el cual estaba basado en una versión de 1983, GOST 16876-71. Todavía puede ser encontrado en algunos productos internacionales de cartografía.

### Sistemas de transcripción para el inglés

#### ALA-LC
Desde 1997 el sistema ALA-LC (las siglas del inglés: «American Library Association & Library of Congress») es el estándar asumido por bibliotecas de Estados Unidos. La versión formal, y no ambigua, del sistema requiere el uso de algunos diacríticos y caracteres que enlazan dos letras, los cuales suelen ser omitidos en la práctica.

#### BGN/PCGN
El sistema BGN/PCGN es relativamente intuitivo de leer y pronunciar. En muchas publicaciones se utiliza una forma simplificada del sistema para crear versiones inglesas de nombres rusos, por ejemplo convirtiendo ë en yo, simplificando las terminaciones -iy e -yy en -y, y omitiendo los apóstrofos para ъ and ь. Puede ser generado empleando únicamente las letras básicas y la puntuación encontrada en los teclados de distribución anglosajona, pues no se requiere el uso de diacríticos. Sin embargo, el carácter interpunto (·) puede ser utilizado para evitar ciertas ambigüedades.
Este estándar en particular es parte del sistema de romanización BGN/PCGN, desarrollado por la Oficina Estadounidense de Nombres Geográficos. La parte del sistema relativa a la lengua rusa fue adoptada por el BGN en 1944 y por el PCGN en 1947.

### Sistemas de transcripción para el español
Al idioma español, no hay ningún sistema estandarizado para romanizar el ruso, sin embargo la mayoría de los sistemas propuestos, comparten gran parte de las normas.

#### Sistema de Calonge
En 1969, el lingüista y traductor Julio Calonge Ruiz publicó un libro en la editorial Gredos, dando a conocer un sistema de transcripción del ruso al español.

#### Propuesta para el Parlamento Europeo
La «Asociación Española de Profesores de Lengua Rusa» estableció unas normas propias de transliteración del ruso al español, temporalmente adoptadas por el Servicio de Traducción Española del Parlamento Europeo en 2005, pero retiradas por decisión de la jefatura de la unidad de traducción española a los pocos meses de su publicación. Actualmente ninguna de las unidades de traducción de las distintas instituciones de la UE dispone de unas directrices para la transliteración del ruso.[cita requerida]
| Letra rusa | Letra(s) española(s) | Caso                                  | Ejemplo                                                                                      |
| ---------- | -------------------- | ------------------------------------- | -------------------------------------------------------------------------------------------- |
| А, а       | a                    | todos los casos                       | Владимир = Vladímir                                                                          |
| Б, б       | b                    | todos los casos                       | Борис = Borís                                                                                |
| В, в       | v                    | todos los casos                       | Павлов = Pávlov                                                                              |
| Г, г       | gu                   | delante de e o de i                   | Сергей = Serguéi Георгий = Gueorgui интеллигенция = inteliguentsia интеллигент = inteliguent |
| Г, г       | g                    | resto de los casos                    | Новгород = Nóvgorod                                                                          |
| Д, д       | d                    | todos los casos                       | Менделеев = Mendeléiev                                                                       |
| Е, е       | e                    | después de consonante, de "и" o "й"   | Чехов = Chéjov Киев = Kiev                                                                   |
| Е, е       | ie                   | después de vocal (excepto "и"), ь o ъ | Дудаев = Dudáiev Прокофьев = Prokófiev                                                       |
| Е, е       | ye                   | al comienzo de palabra                | Ельцин = Yeltsin                                                                             |
| Ё, ё       | o                    | después de "ж", "ч", "ш" o "щ"        | Горбачёв = Gorbachov                                                                         |
| Ё, ё       | yo                   | al inicio de palabra                  | Ёлкин = Yolkin                                                                               |
| Ё, ё       | io                   | resto de los casos                    | Корoлёв = Koroliov,                                                                          |
| Ж, ж       | zh                   | todos los casos                       | Нижний = Nizhni                                                                              |
| З, з       | z                    | todos los casos                       | Казимир = Kazimir                                                                            |
| И, и       | i                    | todos los casos                       | Мир = Mir                                                                                    |
| Й, й       | no se transcribe     | palabras terminadas en "-ий" o "-ый"  | Достоевский = Dostoievski Грозный = Grozny                                                   |
| Й, й       | i                    | resto de los casos                    | Андрей = Andréi Байконур = Baikonur                                                          |
| К, к       | k                    | todos los casos                       | Кольцо = Koltsó                                                                              |
| Л, л       | l                    | todos los casos                       | Малевич = Malévich                                                                           |
| М, м       | m                    | todos los casos                       | Дума = Duma                                                                                  |
| Н, н       | n                    | todos los casos                       | Магадан = Magadán Байконур = Baikonur                                                        |
| О, о       | o                    | todos los casos                       | Волга = Volga                                                                                |
| П, п       | p                    | todos los casos                       | Спутник = Spútnik                                                                            |
| Р, р       | r                    | todos los casos                       | Самара = Samara                                                                              |
| С, с       | s                    | todos los casos                       | Курск = Kursk                                                                                |
| Т, т       | t                    | todos los casos                       | Владивосток = Vladivostok                                                                    |
| У, у       | u                    | todos los casos                       | Ульянов = Uliánov                                                                            |
| Ф, ф       | f                    | todos los casos                       | Прокофьев = Prokófiev                                                                        |
| Х, х       | j                    | todos los casos                       | Михаил = Mijaíl                                                                              |
| Ц, ц       | ts                   | todos los casos                       | Цветaева = Tsvetáieva                                                                        |
| Ч, ч       | ch                   | todos los casos                       | Черненко = Chernenko                                                                         |
| Ш, ш       | sh                   | todos los casos                       | Пушкин = Pushkin                                                                             |
| Щ, щ       | sch                  | todos los casos                       | Щедрин = Schedrín                                                                            |
| Ъ, ъ       | no se transcribe     | todos los casos                       | Подъярский = Podiarski                                                                       |
| Ы, ы       | y                    | todos los casos                       | Черномырдин = Chernomyrdin                                                                   |
| Ь, ь       | no se transcribe     | todos los casos                       | Область = Óblast                                                                             |
| Э, э       | e                    | todos los casos                       | Элиста = Elistá                                                                              |
| Ю, ю       | u                    | después de "и" o "й"                  | Биюлин = Biulin                                                                              |
| Ю, ю       | yu                   | al inicio de palabra                  | Юрий = Yuri                                                                                  |
| Ю, ю       | iu                   | resto de los casos                    | Союз = Soiuz                                                                                 |
| Я, я       | a                    | después de "и" o "й"                  | Мария = María Майя = Maia                                                                    |
| Я, я       | ya                   | al inicio de palabra                  | Ярославль = Yaroslavl                                                                        |
| Я, я       | ia                   | resto de los casos                    | Маяковский = Maiakovski                                                                      |

#### Guía de transcripción de Fundéu
La fundación Fundéu publicó una guía de aplicación a diferentes sistemas de transcripción al español de diferentes idiomas con escrituras no latinas, entre ellos el ruso. Dirigida especialmente para romanizar nombres propios (antropónimos, topónimos y, por extensión, entidades y marcas) además de poder aplicarse igualmente a conceptos generales de reciente aparición sin forma adaptada al español escrita o hablada. Es seguida por la Real Academia Española. No se aplicaría por ejemplo para topónimos tradicionales (p. ej.,Sofía, San Petersburgo, etc.) que son términos en español alejados del ruso.
| Cirílico | Fundéu    | ONU |
| -------- | --------- | --- |
| А а      | a         | a   |
| Б б      | b         | b   |
| В в      | v         | v   |
| Г г      | g, gu     | g   |
| Д д      | d         | d   |
| Е е      | e, ye, ie | e   |
| Ё ё      | o, yo, io | ë   |
| Ж ж      | y-, -z    | ž   |
| З з      | z         | z   |
| И и      | i         | i   |
| Й й      | i, y      | j   |
| К к      | k         | k   |
| Л л      | l         | l   |
| М м      | m         | m   |
| Н н      | n         | n   |
| О о      | o         | o   |
| П п      | p         | p   |
| Р р      | r         | r   |
| С с      | s         | s   |
| Т т      | t         | t   |
| У у      | u         | u   |
| Ф ф      | f         | f   |
| Х х      | j         | h   |
| Ц ц      | ts        | c   |
| Ч ч      | ch        | č   |
| Ш ш      | sh        | š   |
| Щ щ      | shch      | šč  |
| Ъ ъ      | (nada)    | ”   |
| Ы ы      | i, y      | y   |
| Ь ь      | (nada)    | ’   |
| Э э      | e         | ė   |
| Ю ю      | iu, yu    | ju  |
| Я я      | ia, ya    | ja  |

## Tabla: sistemas habituales para romanizar al inglés o no orientados en un idioma particular
| Cirílico                 | Académica | ISO/R 9:1968 | GOST 1971 | ONU | GOST 7.79-2000 (A) | GOST 7.79-2000 (B) | ALA-LC | BGN/PCGN |
| ------------------------ | --------- | ------------ | --------- | --- | ------------------ | ------------------ | ------ | -------- |
| А а                      | a         | a            | a         | a   | a                  | a                  | a      | a        |
| Б б                      | b         | b            | b         | b   | b                  | b                  | b      | b        |
| В в                      | v         | v            | v         | v   | v                  | v                  | v      | v        |
| Г г                      | g         | g            | g         | g   | g                  | g                  | g      | g        |
| Д д                      | d         | d            | d         | d   | d                  | d                  | d      | d        |
| Е е                      | e         | e            | e         | e   | e                  | e                  | e      | e, ye    |
| Ё ё                      | ë         | ë            | yo        | ë   | ë                  | yo                 | ë      | ë, yë †  |
| Ж ж                      | ž         | ž            | zh        | ž   | ž                  | zh                 | zh     | zh       |
| З з                      | z         | z            | z         | z   | z                  | z                  | z      | z        |
| И и                      | i         | i            | i         | i   | i                  | i                  | i      | i        |
| Й й                      | j         | j            | j         | j   | j                  | j                  | ĭ      | y        |
| К к                      | k         | k            | k         | k   | k                  | k                  | k      | k        |
| Л л                      | l         | l            | l         | l   | l                  | l                  | l      | l        |
| М м                      | m         | m            | m         | m   | m                  | m                  | m      | m        |
| Н н                      | n         | n            | n         | n   | n                  | n                  | n      | n        |
| О о                      | o         | o            | o         | o   | o                  | o                  | o      | o        |
| П п                      | p         | p            | p         | p   | p                  | p                  | p      | p        |
| Р р                      | r         | r            | r         | r   | r                  | r                  | r      | r        |
| С с                      | s         | s            | s         | s   | s                  | s                  | s      | s        |
| Т т                      | t         | t            | t         | t   | t                  | t                  | t      | t        |
| У у                      | u         | u            | u         | u   | u                  | u                  | u      | u        |
| Ф ф                      | f         | f            | f         | f   | f                  | f                  | f      | f        |
| Х х                      | x         | ch           | x         | h   | h                  | x                  | kh     | kh       |
| Ц ц                      | c         | c            | cz, c ‡   | c   | c                  | cz (c)             | t͡s     | ts       |
| Ч ч                      | č         | č            | ch        | č   | č                  | ch                 | ch     | ch       |
| Ш ш                      | š         | š            | sh        | š   | š                  | sh                 | sh     | sh       |
| Щ щ                      | šč        | šč           | shh       | šč  | ŝ                  | shh                | shch   | shch     |
| Ъ ъ                      | ʺ         | ʺ            | ʺ         | ʺ   | ʺ                  | "                  | ʺ *    | ʺ        |
| Ы ы                      | y         | y            | y'        | y   | y                  | y'                 | y      | y        |
| Ь ь                      | ʹ         | ʹ            | ʹ         | ʹ   | ʹ                  | '                  | ʹ      | ʹ        |
| Э э                      | è         | ė            | è         | è   | è                  | e'                 | ė      | e        |
| Ю ю                      | ju        | ju           | yu        | ju  | û                  | yu                 | i͡u     | yu       |
| Я я                      | ja        | ja           | уа        | ja  | â                  | ya                 | i͡a     | ya       |
| Letras anteriores a 1918 |           |              |           |     |                    |                    |        |          |
| І і                      | i         | i            | i, i' ‡   | ĭ   | ì                  |                    | ī      | –        |
| Ѳ ѳ                      | f         | ḟ            | fh        | ḟ   | f̀                  |                    | ḟ      | –        |
| Ѣ ѣ                      | ě         | ě            | уе        | ě   | ě                  |                    | i͡e     | –        |
| Ѵ ѵ                      | i         | ẏ            | yh        | ẏ   | ỳ                  |                    | ẏ      | –        |
| Letras antiguas          |           |              |           |     |                    |                    |        |          |
| Ѕ ѕ                      | dz        | –            | –         | –   | ẑ                  |                    | –      | –        |
| Ѯ ѯ                      | ks        | –            | –         | –   | –                  |                    | –      | –        |
| Ѱ ѱ                      | ps        | –            | –         | –   | –                  |                    | –      | –        |
| Ѡ ѡ                      | ô, o      | –            | –         | –   | –                  |                    | –      | –        |
| Ѫ ѫ                      | ǫ, u      | –            | –         | –   | ǎ                  |                    | –      | –        |
| Ѧ ѧ                      | ę, ja     | –            | –         | –   | –                  |                    | –      | –        |
| Ѭ ѭ                      | jǫ, ju    | –            | –         | –   | –                  |                    | –      | –        |
| Ѩ ѩ                      | ję, ja    | –            | –         | –   | –                  |                    | –      | –        |

Notas
* ALA-LC: ъ no se representa a final de palabra.
† BGN/PCGN: ye y yë sirven para indicar la iotificación inicial de palabra, y tras una vocal, й, ъ, o ь.
‡ GOST 7.79-2000: se recomienda emplear C antes de I, Е, Y, J y CZ en todos los demás casos.
** GOST 7.79-2000: la і cirílica en ucraniano y búlgaro se translitera siempre por la letra latina i, de la misma forma que en textos del ruso antiguo y búlgaro antiguo, donde se suele encontrar entre vocales. En casos extraños, en los que aparece ante una consonante (como en мiрь) se translitera por i'.